# Siccia cingalesa
Siccia cingalesa är en fjärilsart som beskrevs av Walker 1865. Siccia cingalesa ingår i släktet Siccia och familjen björnspinnare. Inga underarter finns listade i Catalogue of Life.